# Шпиленок, Игорь Петрович
И́горь Петро́вич Шпилено́к (род. 1960, Трубчевский район, Брянская область) — фотограф-натуралист, основатель и первый директор заповедника «Брянский лес», автор фотокниг о дикой природе, сотрудник государственной природоохраны, с 2014 года — член Международной Лиги природоохранных фотографов.
В 2006 и 2009 годах побеждал в номинации Urban and Garden Wildlife конкурса BBC en:Wildlife Photographer of the Year. Дважды лауреат фотоконкурса «Золотая черепаха».

## Биография
Родился в 1960 году в посёлке Белая Берёзка Брянской области. Окончил Брянский педагогический институт по специальности «учитель русского языка и литературы».
По воспоминаниям Шпиленка, мечта заниматься охраной дикой природы появилась у него ещё в детстве: однажды он нашёл в шести километрах от дома поляну с подснежниками и пообещал себе сфотографировать её в цвету на следующий год. Он начал копить деньги на фотоаппарат, часть ему подарила бабушка, и следующей весной, в 13 лет, он пришёл на ту же полянку. На месте подснежников он увидел срубленный лес и «перемолотую» тракторами землю. С этого момента он решил защищать уязвимую красоту природы. Будучи студентом, он публиковал фоторепортажи о природе в газете «Наш дом — природа».

### «Брянский лес»
После окончания института Шпиленок отправился работать в сельскую школу суземского села Новенькое и поселился поблизости, на лесном кордоне Старое Ямное, чтобы заниматься фотографией и наблюдениями за природой. По его воспоминаниям, 15 мая 1983 года он обнаружил в лесу у кордона два гнезда чёрного аиста, которые стремился отыскать восемь лет. Уже летом 1983-го Шпиленок узнал, что через кордон собираются строить дорогу. Стремясь защитить прежде не тронутый человеком лес, Шпиленок стал писать очерки о природе «Письма с кордона», сопровождая их фотографиями, и отправлять в местную газету «Брянский рабочий». «Письма с кордона» выиграли Всероссийский конкурс по освещению вопросов охраны природы, после чего в партийном руководстве области обратили внимание на инициативу Шпиленка по созданию заповедника. Ему поручили стать директором, Шпиленок возглавлял «Брянский лес» с 1987 по 1997 год. Через российский отдел WWF Шпиленок смог привлечь финансирование зарубежных фондов для развития инфраструктуры заповедника, провести программы экологического просвещения местных жителей. Под его руководством в Брянском лесу восстановили популяции зубров и медведей.
Шпиленок вёл борьбу с браконьерством на территории заповедника. По воспоминаниям его сына Петра, их дом несколько раз поджигали из мести за задержания. Этот период жизни Шпиленка послужил вдохновением для прототипа главного персонажа в повести Георгия Метельского «Чёрные ручьи». Даже после того, как Шпиленок покинул пост директора «Брянского леса», он сохранил за собой должность инспектора заповедника с 1/8 ставки, чтобы иметь полномочия задержать браконьеров.

### Камчатка
Спустя 10 лет работы, Шпиленок оставил пост директора «Брянского леса» и решил реализовать другую свою мечту — побывать на Камчатке. Его старший сын Тихон был направлен работать в Курильский заповедник, а с 2009 года — назначен директором Кроноцкого заповедника. Он возглавил борьбу с промышленным браконьерством, процветавшем в регионе и наносившем непоправимый ущерб природе. В тот период на Кроноцком и Курильском озёрах работали несколько группировок браконьеров, которые в сезон нереста за ночь добывали около тонны икры каждая. Медведей убивали ради продажи желчи, жира и когтей. Тихону удалось собрать команду инспекторов и спустя несколько лет искоренить браконьерство в заповеднике. Шпиленкам неоднократно угрожали убийством, супруге Игоря Лоре Уильямс и его младшим сыновьям пришлось уехать обратно в Брянский лес. По воспоминаниям Дмитрия Шпиленка, выжить им всем удалось только благодаря широкому освещению этой истории в СМИ. 13 лет спустя о борьбе с браконьерством на Камчатке Дмитрий выпустил фильм «Нерка. Рыба красная», который был включён в программы 192 международных фестивалей документального кино и выиграл 61 награду.
Приехав в Кроноцкий заповедник, Шпиленок начал вести блог в Живом Журнале и публиковать снимки и истории о животных и местах, в которых живёт. Как и фотографии, Шпиленок использовал блог для популяризации идей охраны дикой природы. Через свои истории он старается показать то, как она уязвима и почему нуждается в бережном отношении людей. Со временем число читателей его блога стало достигать 2-3 миллонов в месяц, на пике — до 6 миллионов. В 2012 году блог Игоря получил премию «Рында года» в номинации «Изображение года».
Летом 2007 года Игорь Шпиленок ушёл из Долины гейзеров накануне гигантского оползня, завалившего многие гейзеры и перекрывшего долину. Одним из первых вернулся туда, чтобы описать это явление. В 2013 году издал книги «Мои камчатские соседи. 370 дней в Кроноцком заповеднике» и «Камчатка, которую я люблю. Истории в кадре и за кадром».

### Фотопроекты
Работы Шпиленка были опубликованы в многочисленных международных и русских журналах, включая Smithsonian, National Wildlife, Гео, en:BBC Wildlife, и другие. В 2006 (за снимок «Рассвет на реке Кроноцкой») и 2007 году (за снимок «Речной патруль») стал лауреатом международного фотоконкурса «Золотая Черепаха» в номинации «Гармония жизни». В 2006 и 2009 году Шпиленок становился победителем конкурса BBC en:Wildlife Photographer of the Year в номинации Urban and Garden Wildlife.
10 апреля 2013 года Шпиленок начал четырёхлетний проект-путешествие по российским заповедникам от «Брянского леса» до «Кроноцкого». По маршруту он двигался на автомобиле ГАЗ-33081 с дизельным двигателем и жилым модулем. Целью поездки было через фотографию рассказать о заповедниках России и популяризовать идеи охраны дикой природы, уважительного отношения к ней человека. За время экспедиции Шпиленок проехал 60 тысяч километров, посетив свыше 50 заповедников и национальных парков, где снял несколько циклов-фотоисторий, например, «Первозданные леса России». По итогам путешествия в московском ГУМе состоялась фотовыставка и была выпущена двухтомная фотокнига «Сто заповедных лет». В 2021 году Шпиленок начал работу над третьим томом.
В 2014 году Шпиленок стал членом Международной Лиги природоохранных фотографов.
1 июля 2021 года Шпиленок поступил на работу в ФГБУ «Информационно-аналитический центр поддержки заповедного дела» (Росзаповедцентр) Министерства природных ресурсов и экологии РФ. В рамках этой должности он продолжит заниматься любимым делом — вести экспедиции и создавать фоторепортажи, популяризируя идеи охраны уязвимой дикой природы.
В 2022 году Шпиленок отправился в новую масштабную экспедицию, получившую название «Заповедная Россия от Кольского до Камчатского». Этот проект он посвятил аэрофотосъёмке заповедных земель. Первая часть проекта стартовала в сентябре 2022 года, за три с половиной месяца Шпиленок проехал Европейскую часть России. Спутницами Шпиленка в этом путешествии стали третья супруга фотографа, Мария, и их общая дочь Аглая. Второй этап экспедиции — Камчатский — был запланирован на 2023 год.

## Семья
- Первая жена — Алла Васильевна Шпиленок (урождённая ?, род. 1960), учитель, заведующая Неруссовской начальной образовательной школой (НОШ), депутат сельсовета[44], ныне сотрудник экологического отдела заповедника «Брянский лес»[45]
  - Сын — Тихон (1980—2016[46]) — директор Кроноцкого биосферного заповедника[47] с 2009 года до конца жизни,
  - Сын — Пётр (род. 8 сентября 1984), директор Кроноцкого биосферного заповедника в 2017—2022 годах[48][49],
- Вторая жена — Лора Уильямс (1969—2018[50]), основатель российской программы Всемирного фонда дикой природы (WWF)[51][52], создатель офиса WWF на Камчатке, энтузиаст и организатор движения иппотерапии, автор оригинальных методик в этой области.
  - Сын — Андрей (род. в 2001[53])
  - Сын — Макар (род. в 2004[53])
- Третья жена — Мария Михайловна Семичаевская[54], «начинающий медвежий учёный»[55], в 2019 году защитила магистрскую диссертацию в Санкт-Петербургском университете под названием «Роль поведенческой латерализации в жизни бурого медведя (Ursus arctos)» по специальности «Биоразнобразие и охрана природы и природопользование»[56][57].
  - Дочь — Аглая[42]
- Брат — Николай Шпиленок, фотограф-натуралист.
- Брат — Дмитрий Шпиленок, режиссёр и оператор научно-популярных фильмов[11].

## Книги
- Долина гейзеров, фотокнига. — «Новая книга», 2009. — (Заповедная Камчатка с Игорем Шпиленком). — 3000 экз.. — ISBN 978-5-87750-152-2[b][59]
- Курильское озеро, фотокнига. — «Новая книга», 2011. — 3000 экз. — ISBN 978-5-87750-163-8[60]
- Мои камчатские соседи. 370 дней в Кроноцком заповеднике. — «Самокат», 2013 г. — 10000 экз. — ISBN 978-5-91759-168-1[61][c]
- Камчатка, которую я люблю. Истории в кадре и за кадром. — Манн, Иванов и Фербер, 2013. — 174 с. — 5000 экз. — ISBN 978-5-91657-791-4.
- Сто заповедных лет. Фотоистория большого путешествия. Том 1 "Брянский лес" - Владивосток: южный путь. — Манн, Иванов и Фербер, 2019. — С. 200. — ISBN 978-5-00117-619-0.
- Сто заповедных лет. Фотоистория большого путешествия. Том 2. Камчатка.. — Манн, Иванов и Фербер, 2019. — 201 с. — ISBN 978-5-00169-258-4.

## Комментарии
1. ↑  "Благодарности губернатора за высокий профессионализм и личный вклад в развитие туризма удостоился госинспектор Кроноцкого заповедника, фотограф Игорь Шпиленок. Уже четверть века первоклассные снимки — его главное оружие в борьбе за сохранение природы России[20]
2. ↑  "Написанная от первого лица легким, образным языком, «Долина», тем не менее, до краёв наполнена историческими справками, научными фактами, наблюдениями за природой. Но факты эти столь изящно вплетены в повествование, что читатель строчка за строчкой незаметно для себя переносится в далекий край гейзеров и медведей, наполненный опасностями и чудесами. Где человек - не случайный гость и не сторонний наблюдатель, а неотъемлемая часть этого мира. Всё путешествие читателя радуют красочные фотографии Игоря Шпиленка, несколько лет работающего в Кроноцком заповеднике госинспектором. «Долина гейзеров», изданная на двух языках, взяла первое место в номинации «Самое оригинальное издание».[58]
3. ↑  "Притягательная сила этой книги даже не в фотографиях — хотя они, безусловно, прекрасны, — а во взгляде автора, мудром и любящем, и в драме, которая разворачивается на глазах читателя: герои — медведи и лисы, каждому из которых дано имя и неповторимый образ, — действуют, влюбляются, растят потомство, хулиганят, играют и, увы, погибают".[62]